# Liste der Bürgermeister von Crailsheim
Die Liste der Bürgermeister von Crailsheim führt die Bürgermeister der Großen Kreisstadt Crailsheim im Landkreis Schwäbisch Hall im Nordosten von Baden-Württemberg auf. Die Liste erhebt keinen Anspruch auf Vollständigkeit.
Das Stadtgebiet besteht aus der Kernstadt Crailsheim und acht weiteren Stadtteilen: Beuerlbach, Goldbach, Jagstheim, Onolzheim, Roßfeld, Tiefenbach, Triensbach und Westgartshausen. Alle Stadtteile, ausgenommen Beuerlbach und der Kernstadt Crailsheim, sind zugleich Ortschaften nach der baden-württembergischen Gemeindeordnung, d. h. sie haben einen Ortschaftsrat mit einem Ortsvorsteher als Vorsitzendem. Die Ortschaftsräte werden bei jeder Kommunalwahl von der wahlberechtigten Bevölkerung der Ortschaft gewählt.

## Bürgermeister
Folgende Personen waren Bürgermeister bzw. Oberbürgermeister von Crailsheim:
- 1810–1813: Georg Andreas Eychmüller
- 1813–1815: Baumann (Amtsverweser)
- 1815–1856: Johann Friedrich Faber
- 1856–1867: Gottlob Nagel
- 1867–1899: Leonhard Sachs
- 1899–1910: Hugo Sachs
- 1911–1945: Friedrich Fröhlich (parteilos; ab 1938 NSDAP)
- 1945–1946: Wilhelm Gebhardt
- 1946–1946: Friedrich Fach (kommissarisch)[1]
- 1946–1948: Fritz Schatz[2]
- 1948–1962: Wilhelm Gebhardt
- 1962–1982: Hellmut Zundel
- 1982–1983: Helmut Maaß (kommissarisch)
- 1983–1991: Karl Reu (CDU)
- 1991–1999: Georg Schlenvoigt (SPD)
- 1999–2009: Andreas Raab (CDU)
- 2009–2010: Harald Rilk (kommissarisch)
- 2010–2018: Rudolf Michl (SPD)
- 2018–heute: Christoph Grimmer